# Silene graeca
Silene graeca là loài thực vật có hoa thuộc họ Cẩm chướng. Loài này được Boiss. & Spruner miêu tả khoa học đầu tiên năm 1843.